# Raix
Raix é uma comuna francesa na região administrativa da Nova Aquitânia, no departamento de Charente. Estende-se por uma área de 6,87 km². Em 2010 a comuna tinha 138 habitantes (densidade: 20,1 hab./km²).